# Pyrus voronovii
Pyrus voronovii är en rosväxtart som beskrevs av Rubtzov. Pyrus voronovii ingår i släktet päronsläktet, och familjen rosväxter. Inga underarter finns listade i Catalogue of Life.